# 中倉健二
中倉 健二（なかくら けんじ、1948年8月24日 - ）は、日本の技術者、実業家。東洋ゴム工業代表取締役社長や、同社代表取締役会長、日本自動車タイヤ協会会長を務めた。

## 人物・経歴
兵庫県出身。兵庫県立姫路東高等学校を経て、1971年徳島大学工学部卒業、東洋ゴム工業入社。タイヤ技術部長を経て、2003年執行役員タイヤカンパニータイヤ技術本部長。2004年取締役執行役員タイヤカンパニータイヤ技術本部長。2005年取締役執行役員タイヤカンパニータイヤ企画部長。2006年取締役常務執行役員タイヤカンパニー タイヤ企画部長。2007年取締役常務執行役員ダイバーテックカンパニー執行社長。2008年から代表取締役社長を務め、大型タイヤ事業の強化や、グローバル化を進めた。2013年代表取締役会長。業績好調を受け2014年相談役に退いた。この間、日本自動車タイヤ協会会長も務めた。